# En'enra

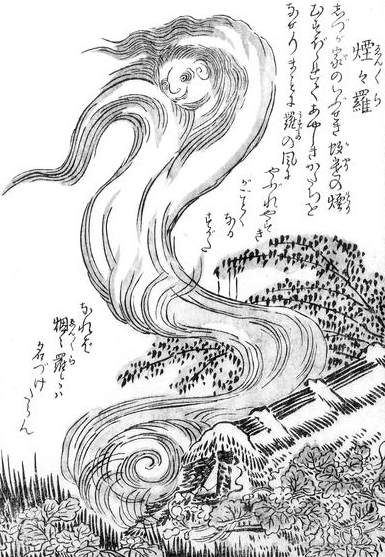
Un enenra raffigurato nel Konjaku hyakki shūi di Toriyama Sekien.

En’enra (煙々羅?, lett. "tessuto fumoso"), a volte chiamato enraenra (煙羅煙羅?), è uno yōkai giapponese, composto di fumo e oscurità. Apparve per la prima volta nel Konjaku hyakki shūi di Toriyama Sekien, intorno al 1781.

## Descrizione
En'enra è uno yōkai composto da volute di fumo che si innalzano verso il cielo da incendi, come i falò takibi  che i contadini accendono per smaltire i resti dei loro raccolti,  da una stufa o da una vasca da bagno. Mentre il fumo sale assume l'aspetto di un volto umano. Si dice che un en'enra possa essere visto solo dai puri di cuore.
En'enra è essenzialmente uno yōkai del fumo. Fluttua mentre si solleva nell'aria e fluttuando nel vento appare fragile come un delicato pezzo di seta che danza nella brezza. Il carattere "ra" (羅?) nel nome indica un tessuto ruvido e sottile, e si dice che il nome en'enra intende tracciare un paragone tra il modo in cui il fumo fluttua e il modo in cui fluttua il tessuto.
Il disegno di Sekien mostra il mostro con un volto inquietante che emerge dal fumo, e la didascalia recita: «Il fumo della zanzariera di casa di Shizu si alzava, creando una strana forma. Sembrava un tessuto sottile che si strappava facilmente al vento, per questo era chiamato En'enra».
Secondo lo studioso Kondo Mizuki, questo si basa sul 19° capitolo di Tsurezuregusa: «Verso il sesto mese ci si commuove a vedere modeste case bianche di convolvoli, mentre si levano i fumi per scacciare le zanzare».
Gli studiosi contemporanei di yōkai hanno anche sottolineato che il nome di questo yōkai suona simile al nome Enma, il signore dell'inferno e giudice dei morti. Poiché l'inferno è un luogo di fuoco e fumo, è stato suggerito che, invece dello spirito del fumo stesso, en'enra potrebbe in realtà essere lo spirito dei morti che si alza insieme al fumo.
Non ci sono altri esempi di mostri di fumo, il che lo rende un mostro raro. Non ci sono leggende specifiche su en'enra, e si pensa che sia uno dei mostri creati da Sekien.